# Напівголосний звук
Напівголосни́й звук — у фонетиці звук, що є близьким до голосного за фонетичними властивостями, але не утворює складу. Найчастіше до напівголосних відносять губні чи палатальні щільові сонорні приголосні ([w], [ɥ], [j]). Так, у слові рай в абсолютному кінці слова палатальний сонорний [j] реалізується як напівголосний.
Артикуляторно напівголосний відрізняється від голосного більшим зближенням органів мовленнєвого апарату. Акустично відмінність полягає в більшій швидкості зміни частоти формант, властивої напівголосним.
Також напівголосний визначається як голосний, що є нескладотворним елементом дифтонга, і у такому сенсі відповідає одному зі значень англійського терміна glide.